# Out Run 3-D
Out Run 3-D es el segundo de un cuarteto de videojuegos de conducción Out Run desarrollados para Sega Master System, y fue lanzado en 1989. Aunque se basa en el original y tiene un diseño similar, es un juego separado y no (como su nombre podría sugerir) una versión tridimensional del Out Run original.

## Jugabilidad
La interfaz y los controles del conductor en Out Run 3-D son en gran medida los mismos que los de su predecesor, con una caja de cambios manual de dos velocidades y una velocidad máxima de 293 km/h.
La red general de carreteras también está organizada de la misma manera que el primer título de Out Run para la Master System. Partiendo del mismo paisaje tropical (llamado Coconut Beach), en cada viaje, el jugador también se presenta secuencialmente con cuatro cruces, cada uno con la opción de dos turnos, con el objetivo de terminar en uno de los cinco destinos antes de que se acabe el tiempo.
Los paisajes, sin embargo, difieren en diversos grados del original, y las formas de las carreteras son únicas. También a diferencia del título original, Out Run 3-D permite al jugador elegir entre tres niveles de dificultad : principiante, promedio y experto, que cambia el clima y el diseño de la carretera de cada tramo del viaje.

## Diseño
El juego fue uno de los seis títulos de Master System desarrollados para usar con las gafas estereoscópicas 3-D de Sega, pero también cuenta con un modo 2-D estándar al que se puede acceder presionando el botón Pausa cuando aparece la pantalla del título.
La música ocupa un lugar destacado en la serie Out Run . Out Run 3-D presenta cuatro pistas seleccionables, incluida una versión remezclada de "Magical Sound Shower" del Out Run original, así como "Midnight Highway", "Color Ocean" y "Shining Wind", escritas por Chikako Kamatani. También se presenta una nueva versión de "Last Wave" del original en la pantalla de puntuación.
Gráficamente, el juego se parece a su predecesor y, como el original, presenta un Ferrari Testarossa Spider rojo. Sin embargo, la mayoría de los sprites se volvieron a dibujar y se incluyeron una variedad de elementos visuales nuevos, como un túnel largo, costas al borde de la carretera y ciertos efectos climáticos, así como una animación de retroceso del escape en el vehículo del jugador.

## Recepción
La revista Mean Machines Sega otorgó a Out Run 3-D una puntuación general del 81%. Si bien señaló que el juego no fue tan fluido como el primer título de Master System, el equipo de MMS lo describió como quizás el mejor juego estereoscópico en 3-D del mercado.